# Distretto di Punchana
Il distretto di Punchana è uno dei tredici distretti della provincia di Maynas, in Perù. Si trova nella regione di Loreto e si estende su una superficie di 1.573,39 chilometri quadrati.
Istituito il 16 dicembre 1987, ha per capitale la città di Punchana.